# Illegal
"Illegal" é uma canção da cantora e compositora colombiana Shakira, escrita e produzida pela mesma, juntamente com Lester Mendez, para o álbum Oral Fixation, vol. 2.  Foi lançada como terceiro e último single do referido disco em 6 de novembro de 2006, após "Hips Don't Lie". É uma balada pop e country com letra sobre o luto de um amor do passado e conta com performance vocal discreta de Shakira, bem como com um riff de guitarra elétrica de Santana. Recebeu críticas mistas da crítica especializada, que a comparou com trabalhos de Alanis Morissette.
A faixa alcançou sucesso moderado, liderando a parada da Romênia e a Dance Club Songs dos EUA, figurando entre as dez melhores na Áustria, Itália, Holanda, Hungria e Suíça, entre outros países. O videoclipe da música foi co-dirigido por Jaume de Laiguana e Shakira, com estréia em 16 de novembro de 2006 no Total Request Live (TRL) da MTV. O vídeo mostra a cantora no papel de namorada de um boxeador e segue narrativa similar à letra da música. Shakira cantou Ilegal ao vivo em poucas ocasiões, como durante o evento MTV 5 Star (2005) e no Good Morning America (2006).

## Composição e produção
"Illegal" é uma balada com letras que giram em torno do luto pela perda de um namorado, como se vê nas linhas "Deveria ser ilegal enganar o coração de uma mulher". Contém elementos de música pop e country. Spence D. do site IGN, sentiu que Shakira adotou um "estético pop moderno de estilo country". Ao longo da música, seus vocais são submissos, completos com "entrega contínua, acentuações sonoras e trilhos". Stephen Thomas Erlewine, crítico do AllMusic, observou que os versos "Você disse que você me amaria até você morrer" eram semelhantes a "You Oughta Know", de Alanis Morissette (1995).
"Illegal" foi escrita e produzida por Shakira em colaboração com Lester Mendez, bem como com Jose "Gacho" Torres, que ficou com a produção adicional. O guitarrista mexicano Carlos Santana aparece como artista convidado, tocando uma guitarra elétrica em toda parte. A guitarra também foi tocada por Lyle Workman. Os outros instrumentos apresentados na música são o teclado, interpretado por Lester Mendez, o baixo de Paul Bushnell, a bateria de Shawn Pelton e a percussão de Luis Contez. A mixagem foi feita por Rob Jacobs, enquanto a engenharia de áudio foi concluída por Kevin Killen, Serge "Sergical" Tsai e Vlado Meller, que masterizou a música com a ajuda de Mark Santangelo.

## Recepção da critica
A música recebeu críticas polarizadas de críticos de música. Um escritor da Billboard, foi muito positivo em relação à música, chamando-o de "lindo" e da "performance mais discreta da Shakira" até à data". Ele ainda elogiou a contribuição silenciosa da guitarra de Santana, comparando-a com "lágrimas que acompanham a perda". A crítica terminou sua revisão ao concluir que o tempo seria necessário para os canais que transmitem a música coloca-la no top 40 das paradas", mas esta obra-prima desamparada é tão reativa no lado lento como "Whenever, Wherever"." Em uma revisão de  Oral Fixation, Vol. 2, Thomas Erlewine disse que Shakira leva sua música para direções inesperadas com "Illegal". Matt Cibula, em uma revisão para PopMatters, encontrou elementos de música country na música, acrescentando que seu refrão poderia facilmente chegar ao número um um no CMT. O jornalista da Dotmusic, elogiou o desempenho vocal da cantora na música como uma prova de que ela "certamente tem um canto doce". Spence D. da IGN, também elogiou seus vocais tranquilos na música e elogiou a performance de Santana por trazer "um bom ambiente". David Browne, do Entertainment Weekly, fez uma revisão mais mista, opinando que "'Do not Bother' e 'Illegal' são como os trabalhos de Alanis que ouvimos antes." Barry Walters, da Rolling Stone, disse que a contribuição de Santana na música era "instantaneamente reconhecível e um tanto perturbadora". Da mesma forma, Lauren Murphy, do entertainment.ie, sentiu que sua "concepção" e contribuição com riffs para a música era "um tanto despreocupada". Um escritor de E! Online, definiu "ilegal" como "totalmente coloquial".
Robert Copsey, do site Digital Spy, colocou a música em sétimo lugar na sua lista das melhores músicas de Shakira, publicado em 2014, escrevendo que "não envelheceu". No mesmo ano, Emily Exton, da VH1, colocou a faixa em sua lista dos melhores duetos de Shakira, resumindo "As reflexões doloridas de uma mulher desprezada, pontuada pelo icônico riff da guitarra lendária". Um escritor do site Telemundo incluiu "Illegal", em sua lista das melhores colaborações musicais de Shakira em 2015.

## Desempenho comercial
Nos Estados Unidos, "Illegal" conseguiu liderar o quadro da Billboard Dance Club Songs, na a semana que começou em 10 de fevereiro de 2007. No UK Singles Chart, o single estreou na posição de 94, em 16 de dezembro de 2006 e mudou-se para sua posição máxima de 34 na semana seguinte. Passou um total de quatro semanas no gráfico. Nas paradas da Áustria, "ilegal" estreou no número nove em 8 de dezembro de 2006, que mais tarde se tornou sua posição máxima na parada em que gradualmente desceu por dezessete semanas, aparecendo pela última vez na lista do gráfico em 13 de abril de 2007. No final de 2007, emergiu como o 66º top single da cantora, na parada de fim de ano desse país. O single estreou no número um na sua primeira semana na parada do Swiss Hitparade em 3 de dezembro de 2006 e gastou um total de 21 semanas nesse país. Na Alemanha, "Illegal" subiu para a posição de onze e ficou em 76º lugar na tabela de final de ano de 2007 nesse país. Em 23 de novembro de 2006, "Illegal" estreou no número nove no Italian Singles Chart e passou para o número quatro na sua nona semana de parada, em 18 de janeiro de 2007. Gastou quatorze semanas consecutivas no vinte e cinco primeiros a parada e foi visto pela última vez em 22 de fevereiro de 2007. Dentro do Top 100 romeno, "Illegal" foi o quarto single de Shakira a chegar à posição número 1 em 22 de janeiro de 2007. Ele ocupou o primeiro lugar por cinco semanas não consecutivas. O single mais tarde atingiu os números três, quatro e seis nas paradas da Eslováquia, República Checa e da Hungria, respectivamente.

## Videoclipe
O videoclipe de "Illegal" foi filmado na Cidade do México em 17 de outubro de 2006, durante uma curta pausa no cronograma da Oral Fixation Tour, entre shows no México e na Guatemala. Jaume de Laiguana e Shakira foram os co-diretores do vídeo. A filmagem durou um dia inteiro, e alguns fãs americanos e mexicanos foram convidados para os extras. Ele estreou oficialmente em 16 de novembro de 2006 no MTV Total Request Live (TRL). O clipe apresenta Shakira como a namorada de um boxeador. Durante a maior parte do vídeo, ela é mostrada no local de boxe vazio onde suas caixas de namorado anteriores. Através de flashbacks, ela lembra os bons momentos de seu relacionamento - incluindo os dois sozinhos no ringue, lembrando carinhosamente dos momentos. No final do vídeo, o motivo por trás de sua separação é mostrado. Shakira vem para ver seu namorado no boxe no campeonato onde ele ganha, sem saber que Shakira está lá observando ele. Outra menina entra no ringue e beija o boxeador, revelando a Shakira que ele está traindo ela. Seu namorado, com seu choque, finalmente vê que Shakira o está olhando beijar a outra garota. O vídeo termina com ela olhando para ele, claramente chateada, antes de se afastar e ir embora.

## Performances ao vivo
Uma performance no MTV 5 Star da música gravada em 2005, foi carregada na conta oficial do Vevo de Shakira, em 24 de março de 2011. Em dezembro de 2006, "Illegal" foi cantado durante a aparição ao cantora no Good Morning America.